# Espanola (Ontario)
Espanola (offiziell Town of Espanola) ist eine Gemeinde im Südwesten der kanadischen Provinz Ontario. Sie liegt im Sudbury District und hat den Status einer Single Tier (einstufigen Gemeinde).

## Lage
Die Gemeinde liegt am Ufer des Spanish River, etwa 15 Kilometer nördlich des Huronsees bzw. etwa 65 Kilometer westsüdwestlich von Greater Sudbury.

## Geschichte
Ursprünglich Siedlungsgebiet verschiedener Völker der First Nations, hauptsächlich der Anishinaabeg, reicht der europäisch geprägte Teil der Geschichte der heutigen Gemeinde zurück bis Ende des 19. Jahrhunderts/Anfang der 20. Jahrhunderts als die heutige Gemeinde als „company town“ einer Papiermühle, welche heute im Besitz der Firma Domtar ist, entstand. Während des Zweiten Weltkrieges wurde hier zwischen 1940 und 1943 ein alliiertes Kriegsgefangenenlager für deutsche Kriegsgefangene unterhalten.
1958 wurde aus der Siedlung eine offizielle Gemeinde und Espanola erhielt den Status einen Kleinstadt (incorporated as a Town).

## Demografie
Der Zensus im Jahr 2016 ergab für die Gemeinde eine Bevölkerungszahl von 4996 Einwohnern, nachdem der Zensus im Jahr 2011 für die Siedlung noch eine Bevölkerungszahl von 5364 Einwohnern ergeben hatte. Die Bevölkerung hat damit im Vergleich zum letzten Zensus im Jahr 2011 entgegen dem Trend in der Provinz stark um 6,9 % abgenommen, während der Provinzdurchschnitt bei einer Bevölkerungszunahme von 4,6 % lag. Im Zensuszeitraum von 2006 bis 2011 hatte die Einwohnerzahl in der Gemeinde entgegen den Trend nur leicht um 0,9 % zugenommen, während sie im Provinzdurchschnitt um 5,7 % zunahm.

## Verkehr
Espanola liegt am Kings Highway 6, welche nördlich der Gemeinde in den Kings Highway 17 einmündet. Ein Abzweig einer Eisenbahnstrecke der Canadian Pacific Railway führt in die Gemeinde.
Durch die Ontario Northland Transportation Commission werden Busverbindungen mit verschiedenen anderen Orte angeboten.

## Persönlichkeiten
- Greg Duhaime (1953–1992), Leichtathlet